# Сарасвілл (Огайо)
Сарасвілл (англ. Sarahsville) — селище (англ. village) в США, в окрузі Нобл штату Огайо. Населення — 147 осіб (2020).

## Географія
Сарасвілл розташований за координатами 39°48′28″ пн. ш. 81°28′10″ зх. д. / 39.80778° пн. ш. 81.46944° зх. д. (39.807851, -81.469446).  За даними Бюро перепису населення США в 2010 році селище мало площу 0,40 км², з яких 0,40 км² — суходіл та 0,00 км² — водойми. В 2017 році площа становила 0,44 км², з яких 0,44 км² — суходіл та 0,00 км² — водойми.

## Демографія
Згідно з переписом 2010 року, у селищі мешкало 166 осіб у 56 домогосподарствах у складі 48 родин. Густота населення становила 413 особи/км².  Було 63 помешкання (157/км²).
Расовий склад населення:
| - 98,8 % — білих - 1,2 % — чорних або афроамериканців |

До двох чи більше рас належало 0,0 %. Частка іспаномовних становила 0,0 % від усіх жителів.
За віковим діапазоном населення розподілялося таким чином: 27,7 % — особи молодші 18 років, 66,9 % — особи у віці 18—64 років, 5,4 % — особи у віці 65 років та старші. Медіана віку мешканця становила 32,5 року. На 100 осіб жіночої статі у селищі припадало 100,0 чоловіків;  на 100 жінок у віці від 18 років та старших — 110,5 чоловіків також старших 18 років.
Середній дохід на одне домашнє господарство  становив 47 541 долар США (медіана — 43 438), а середній дохід на одну сім'ю — 54 602 долари (медіана — 48 750). За межею бідності перебувало 14,1 % осіб, у тому числі 18,5 % дітей у віці до 18 років та 5,7 % осіб у віці 65 років та старших.
Цивільне працевлаштоване населення становило 70 осіб. Основні галузі зайнятості: освіта, охорона здоров'я та соціальна допомога — 24,3 %, сільське господарство, лісництво, риболовля — 22,9 %, роздрібна торгівля — 14,3 %, виробництво — 14,3 %.